# Cirque Medrano
Pour les articles homonymes, voir Medrano.
Le cirque Medrano est un cirque fondé par Jérôme Medrano en remplacement du cirque Fernando, du 63, boulevard de Rochechouart à Paris (arrondissements 9 et 18).

## Historique
Lorsque le cirque Fernando, situé au 63, boulevard Rochechouart, à l'angle de la rue des Martyrs, connaît des difficultés en 1897, Medrano en reprend l'exploitation, lui donne son nom et en devient le directeur.
Le 19 juillet 1899, il est acquis par adjudication par Maurice-Isidore Leroy, héritier de la célèbre fabrique de papiers peints, pour 560 000 francs. À la suite de son décès en 1921, il passa entre les mains de sa fille Louise en vertu du partage effectué en 1923. 

### Années « cirque»

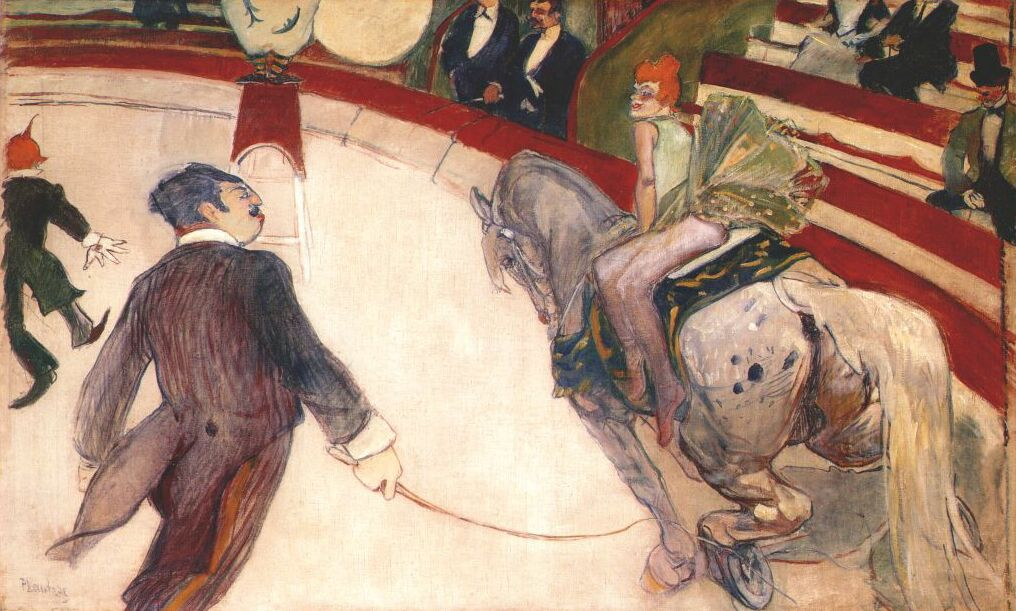
Au cirque Fernando, l'écuyère, Toulouse-Lautrec, 1888.

Avec Médrano puis, plus tard, son fils Jérome Medrano (1907-1998) qui va lui succéder, le cirque Medrano devient « le Cirque des clowns ». Il impose un nouveau style, celui des clowneries « latines » populaires, comiques et légères. Les trois clowns Fratellini sont engagés à Medrano du 1er septembre 1915 au 29 juin 1923 et obtiennent un succès phénoménal. Grock (engagé en 1904), Footit et Chocolat, Porto (dont le peintre Roger Guit a laissé un portrait), Pipo, Rhum, Charles Manetti, Achille Zavatta vont s'y succéder, sans oublier le jongleur Rastelli, le trapéziste androgyne Barbette, l'équilibriste Mlle Lala et le mime Farina. 
De 1936 à 1942, le producteur Émile Audiffred programme du music-hall avec des artistes comme Charles Trenet et du cirque comme la grande revue Le Fils de Buffalo Bill, composée par Vincent Scotto pour une centaine d'artistes et le régisseur Émile Recordier. Beaucoup d'artistes de passage s'y produisent aussi, comme Buster Keaton en 1947, avec Béby Frediani, puis en 1952 avec sa femme Eleanor Norris, puis une dernière fois en 1954, et Fernand Raynaud (1956). Medrano inspira de nombreux artistes de Pigalle : Joseph Faverot, Toulouse-Lautrec, Seurat, Auguste Renoir, Gen Paul, Derain, Kees van Dongen ou Picasso et Edmond Heuzé qui épouse la belle-mère du directeur, Anna Guilly, veuve Baquet. 
En 1956, les Gruss-Jeannet (Alexis Gruss Sr., André Gruss et Lucien Jeannet) arrêtent le Radio Circus en collaboration avec Radio Luxembourg et tournent un an sous l'enseigne Medrano. Les deux années suivantes, leur cirque s'appellera « Cirque-zoo Jean Richard » avant de devenir le « Grand Cirque de France » à partir de 1959.
Avec son épouse Violette, Jérôme Medrano se distingue également par de nombreuses trouvailles techniques et innovations : le cirque sur l'eau, la cavalcade sur glace et sa piste fluorescente, ou encore la cage aux fauves-ascenseur. Ils font appel aux talents de metteurs en scène à l'esprit nouveau comme Gilles Margaritis, et ses « Chesterfollies » dont on se souvient en tant que réalisateur de La Piste aux étoiles. Ils imposent un rythme soutenu, sans temps mort (spectacles dits « accélérés »)[réf. nécessaire].
Les Medrano, qui ne sont pas propriétaires du cirque, se voient expulsés des lieux au début des années 1960 par la concurrence qui venait de racheter les murs. La dernière représentation a lieu le 7 janvier 1963. Fin 1963, l'ancien cirque Medrano rouvre ses portes sous l'appellation de « cirque de Montmartre », dirigé par Joseph Bouglione[réf. nécessaire].

### Années événements
La grande salle circulaire est alors exploitée épisodiquement pour des événements comme la Fête de la Bière et, de 1967 à 1968, par le Théâtre du Soleil qui, avant de prendre ses quartiers à La Cartoucherie de Vincennes fin août 1970, assoit sa popularité avec deux immenses succès[réf. nécessaire].
Le 5 avril 1967, la création de La Cuisine, d’Arnold Wesker ; puis le 15 février 1968, Le Songe d'une nuit d'été, de Shakespeare, deux pièces adaptées par Philippe Léotard et mises en scène par Ariane Mnouchkine, qui attirent respectivement 63 400 et 47 000 spectateurs. Le Théâtre du Soleil conclut son cycle la même année avec la création de L’Arbre sorcier, Jérôme et la tortue de, et mise en scène par, Catherine Dasté, avant de quitter les lieux définitivement.
Le succès escompté n'est pas au rendez-vous, et le bâtiment est démoli en 1971. Ironie du sort, l'immeuble qui occupe l'emplacement se nomme « Le Bouglione » en souvenir de Joseph Bouglione, dernier propriétaire du cirque qui occupait les lieux. À partir de cette période, Medrano devient une enseigne dont le nom est loué par Jean Richard, en 1978 (qui met le trio de clowns, les Bario, en vedette), puis par Raoul Gibault à partir de 1987. Le cirque Medrano, désormais ambulant, continue, lui, à sillonner la France, et présente les plus grandes attractions du cirque actuel.

## Polémiques
Le cirque Medrano reste vivement critiqué pour ses pratiques commerciales agressives mais légales qui invitent les spectateurs à se rendre aux spectacles munis d'invitations finalement payantes à l'entrée du cirque. Plusieurs journaux locaux se sont fait l'écho de ces pratiques,,.

## Dans la culture
- Joseph Faverot et Toulouse-Lautrec ont peint des scènes ayant pour cadre le cirque Medrano.
- Une scène du film La Fête à Henriette, de Julien Duvivier (1952), se déroule au cirque Medrano.
- Les premières scènes du film Le Bal du comte d'Orgel (1970) de Yves Allegret se déroulent au cirque Medrano
- Dans le film Le Fabuleux Destin d'Amélie Poulain, de  Jean-Pierre Jeunet (2001), Madame Suzanne, la patronne du Café des 2 Moulins, a été écuyère à Medrano[9].
- Dans les paroles de la chanson Les Élucubrations d'Antoine sortie en 1966, de l'auteur-compositeur-interprète Antoine, celui-ci parle sur le mode de la plaisanterie de mettre « Johnny Hallyday en cage à Medrano ».